# 1862 en musique

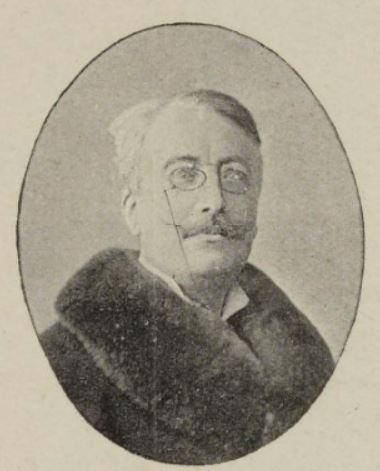
Armand Liorat

| \| • Retour à la chronologie générale de la musique populaire • \| |
| XXIe siècle • XXe siècle • XIXe siècle • XVIIIe siècle XVIIe siècle • XVIe siècle • XVe siècle • XIVe siècle XIIIe siècle • XIIe siècle • XIe siècle • Xe siècle IXe siècle • VIIIe siècle • Haut Moyen Âge • Rome • Grèce |
| • Retour à la chronologie générale de la musique populaire • |

| • Retour à la chronologie générale de la musique populaire • |

| Années de la musique populaire : 1859 - 1860 - 1861 - 1862 - 1863 - 1864 - 1865    |
| Décennies de la musique populaire : 1830 - 1840 - 1850 - 1860 - 1870 - 1880 - 1890 |

## Événements et œuvres
- 1er février : The Battle Hymn of the Republic écrit par Julia Ward Howe publié dans la revue The Atlantic Monthly.
- 24 février : des esclaves affranchis forment à Cuba la Société de Tumba francesa Lafayette.
- Le negro-spiritual Go Down Moses est publié pour la première fois à New York sous le titre Let my people go qui en est le refrain.
- Kingdom Coming, connue également sous le titre The Year of Jubilo, chanson américaine pro-unioniste de la Guerre de Sécession, écrite et composée par Henry Clay Work.
- George Frederick Root, Battle Cry of Freedom, chanson patriotique américaine.
- La Golondrina (de) (L'Hirondelle), chanson populaire mexicaine composée par Narciso Serradel Sevilla.
- Armand Liorat crée à Paris la revue La Chanson (journal hebdomadaire de critique littéraire et musicale), avec l'objectif de « de suivre avec soin les représentations de second ordre qui se donnent soit dans les salles spéciales de  concerts, soit dans les cafés chantants », en précisant : « n'a-t-on pas vu de petites chansons faire beaucoup de bruit dans le monde ? ».
- Édouard Manet peint La Chanteuse de rue.

- Date précise inconnue : 
  - un peu avant 1862 : Wallace Willis, Steal Away, chanson de negro spiritual[1].

## Naissances
- 5 février : Eugène Rimbault, auteur-compositeur de chansons français († 5 décembre 1952).
- 15 février : Félicien Vargues, compositeur et chef d'orchestre français, auteur des musiques de plus de mille chansons, mort en 1945.
- 1er mars : Eugène Lemercier, chansonnier français, mort en 1939.
- 17 juin : Paul Delmet, compositeur et chanteur français, mort en 1904.
- 23 octobre : Léon Durocher, poète, dramaturge, humoriste, chanteur de cabaret et directeur de revue français († 23 octobre 1918).
- Date précise inconnue :
  - Louis Lorenzo, dit Papa Tio : fabricant d'instruments à vent à La Nouvelle-Orléans, avec son frère Lorenzo ; ils ont eu une grande influence sur le développement du solo jazz[2].

## Décès
- 28 décembre : Élisa Fleury, poétesse, chansonnière et goguettière française, née en 1795.